# Pteroneta
Pteroneta là một chi nhện trong họ Clubionidae.